# رزی سکستون
رزی سکستون (انگلیسی: Rosi Sexton؛ زادهٔ ۱۶ ژوئیهٔ ۱۹۷۷) دانشمند، ریاضی‌دان و ورزشکار هنرهای رزمی ترکیبی اهل بریتانیا است.